# Hausses
Els haussa són un grup ètnic que habita al Sahel a l'Àfrica Occidental, a les regions del nord de Nigèria i al sud-est del Níger. Hi ha també minories significatives a Benín, Ghana, el Níger, Camerun i comunitats més petites escampades a l'Àfrica Occidental i a la ruta tradicional Hajj de l'Àfrica occidental, desplaçant-se al llarg del Txad i del Sudan. Molts hausses han emigrat a les grans ciutats costaneres com Lagos, Accra o Cotonou així com a països com Líbia a la recerca de feines millor remunerades. Tanmateix, la majoria de hausses romanen en llogarrons on cultiven i pasturegen els seus aliments. Parlen el haussa, una llengua que pertany al grup de les llengües txàdiques, un subgrup de l'extensa família de llengües afroasiàtiques.

## Història i cultura
Kano és considerada el centre de la cultura haussa. En termes de relacions culturals amb altres pobles de l'Àfrica Occidental els hausses estan relacionats amb els fulani, songhay, mandé i tuaregs, així com amb altres grups afroasiàtics i nilosaharians. Es governen per la xara, la llei islàmica.
Entre el 500 i el 700 els hausses que s'havien anat desplaçant cap a l'oest des de Núbia es van anar barrejant amb la població nadiua del nord i centre de Nigèria, establint un nombre de poderosos estats en el que és el nord, el centre i l'est de Nigèria. Amb la decadència dels nok que prèviament havies controlat el nord i centre de Nigèria entre els anys 800 aC i el 200 els hausses varen estar en condicions d'emergir com al nou poder de la regió.
Cap al segle xii els hausses van anar esdevenint una de les potències africanes. L'arquitectura dels hausses és potser una de les més desconeguts però al mateix característiques i originals de l'edat mitjana. Diverses de les seves primeres mesquites i palaus estan molt il·luminats i plens de color i sovint incloïen motius intricats o símbols elaborats dissenyats en la façana.
Al començament del segle xiv eren pagans. Les fonts estan limitades a Kano, un dels estats hausses que es van formar. Durant el regnat de Yaji a Kano (1349-1385) van arribar comerciants o missioners mandings i es van introduir ritus islàmics; es va construir una mesquita. L'aristocràcia haussa va adoptar l'islam que va esdevenir majoritari. Va restar però una poderosa facció oposada a l'islam. La influència manding es va notar en alguns altres aspectes fora de la religió: el rei de Kano utilitzava el 1410 cota de malla, casc de ferro i el lifidi (àrab libd) una mena d'armadura; vers el 1440 existien els eunucs i un sistema feudal basat en colònies d'esclaus.
En temps del rei Mahomama Rimfa (1463-1499) va arribar al país haussa el teòleg Abd al-Karim al-Maghili que va introduir la xaria i altres elements islàmics. Es creu doncs que a Kano l'islam es va introduir primer a l'aristocràcia i després al poble, mentre a Katsina va ser a l'inrevés. En aquest temps la influència dels kanuris de Kanem-Bornu (llac Txad), que estaven en contacte amb Egipte i el nord d'Àfrica de feia temps, es deixava sentir, i es van adoptar els títols del Sultanat de Bornu.
Cap al 1500 els hausses varen començar a fer servir una versió modificada de l'alfabet àrab coneguda com a ajami per a la seva pròpia llengua; els hausses varen compilar diverses històries escrites. Entre les més destacades es pot ressaltar les Cròniques de Kano.
Entre el segle xvi i el XVIII l'islam va avançar lentament. La seva observança era desigual i en els caps sotmesa a les particularitats individuals, que sovint portaven a l'arbitrarietat. Això va crear les condicions per una bona resposta a la Djihad o Guerra Santa que va proclamar Osman Dan Fodio el 1804. Els seus primers seguidors foren peuls o fulbes o fulanis, però amb aportacions hausses. Osman Dan Fodio i la seva gent van envair els estats hausses i van acabar triomfant establint un imperi considerat de tipus feudal. Tanmateix, les similituds culturals entre fulanis i hausses van permetre una significativa integració de manera que en temps moderns el conjunt s'ha anomenat sovint com a hausses-fulanis", més tenint en compte que hi ha diversos grups de fulanis que ja no se saben distingir dels hausses.

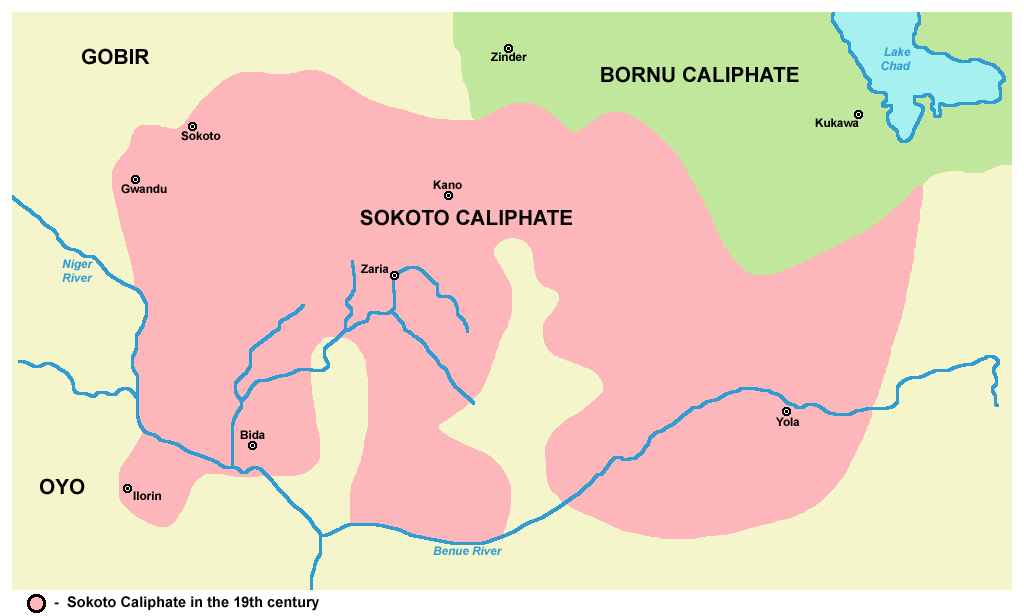
El califat de Sokoto al segle XIX

Muhammad Bello Mai Wurno (1817-1837), el fill de Dan Fodio, va governar amb centre al Sultanat de Sokoto abraçant la part oriental del que havia estat el regne de Gobir. El germà de Dan Fodio, Abdullah (o Abdoulaye, 1808-1828) amb capital a Gwandu, va governar sobre el que havia estat Zamfara i part de Kebbi. La resta d'estats hausses foren repartits entre els lloctinents de Dan Fodio, amb certes obligacions de vassallatge envers Sokoto. Alguns estats hausses van subsistir encara al nord.
Sota el domini britànic a partir del 1901 (Nigèria Septentrional), es va establir l'anomenada administració indirecte que deixava un espai d'autonomia a les entitats natives. Sokoto va restar el centre dirigent. Fou sota els britànics quan l'islam es va desenvolupar en tots els aspectes. Finalment Nigèria va esdevenir independent el 1960.
Els hausses romanen com al grup humà dominant del Níger i el nord de Nigèria. L'impacte a Nigèria és màxim, ja que els hausses i fulanis n'han controlat la política des de la seva independència. Encara són un dels grups humans amb més població de l'Àfrica.

## Religió
Els hausses tenen una antiga cultura que s'estén per una ampla zona i que ha estat lligada durant llarg temps als àrabs i a altres pobles islamitzats de l'Àfrica Occidental com els mandé, fulani i fins i tot els wòlofs de la Senegàmbia, ja que tenien àrees molt extenses de conreu. A l'inici l'islam va estar present i restringit només als governants i a les seves corts. Les àrees rurals varen retenir generalment les seves creences animistes i els seus líders urbans legitimaven el seu mandat fent ús al mateix temps de l'Islam i dels creences naturals. Els erudits musulmans d'inicis del segle xix desaprovaren aquesta religió híbrida practicada i creien que la reforma era una prioritat després de la creació del Califat de Sokoto. Va ser després de la creació d'aquest estat que l'islam es va poder escampar per les àrees rurals. Els hausses han estat un vector important per a la dispersió de l'islam a l'Àfrica Occidental a través del contacte econòmic, la diàspora o les polítiques exteriors.
Maguzawa, la religió animista original encara roman intacta en les remotes àrees de Hausaland Maguzawa, però en les àrees urbanes aparenta estar extinta. Inclou el sacrifici dels animals per a propòsits personals i es considera il·legítim fer-ne servir la màgia per a causar dolor. El que encara es conserva en àrees més poblades és el culte a la possessió de l'esperit conegut com a bori que encara manté elements animistes i màgics. La classificació bori de la realitat té incontables esperits, alguns amb noms i poders definits. Encara que el Malamai va condemnar els rituals, creences i cerimònies bori; la població haussa viu en pau amb els bori. Molts boris es refereixen a si mateixos com a musulmans desatenen totalment l'ortodòxia religiosa per utilitzar la màgia bori amb la finalitat de treure els mals esperits de les llars. La veritat és que el bori i l'islam es complementen entre ells en les comunitats hausses perquè la secta Qadiriyyah de l'islam té elements de l'animisme com els jinns (genis) i alguns dels encanteris (malamai) són considerats elements màgics. Així doncs, com es pot suposar, l'islam no és practicat estrictament segons el que indiquen les escriptures de l'Alcorà, no és per tant una ortopraxi. En canvi la llei islàmica va esdevenir la llei dels hausses a través d'una pràctica islàmica anomenada "ijma" que vol dir 'consens'. Quan una comunitat es posa d'acord sobre certs rituals dedicats al déu o a la seva natura esdevé bàsicament llei. Algunes creences són fins i tot antitètiques als dogmes de l'Alcorà, com els miracles atribuïts a Mahoma i la creença en els sants. En canvi, la pràctica de l'hajj consistent en resar cinc cops al dia en direcció a la Meca hi ha persistit bé. Durant els festivals musulmans com l'any nou i la Mawlid se celebren intercanviant-se regals.

## Bandera
La bandera ètnica dels hausses és rectangular dividida en cinc franges horitzontals, de colors (de dalt a baix) vermell, groc, blau fosc, verd, i marró.

## Població

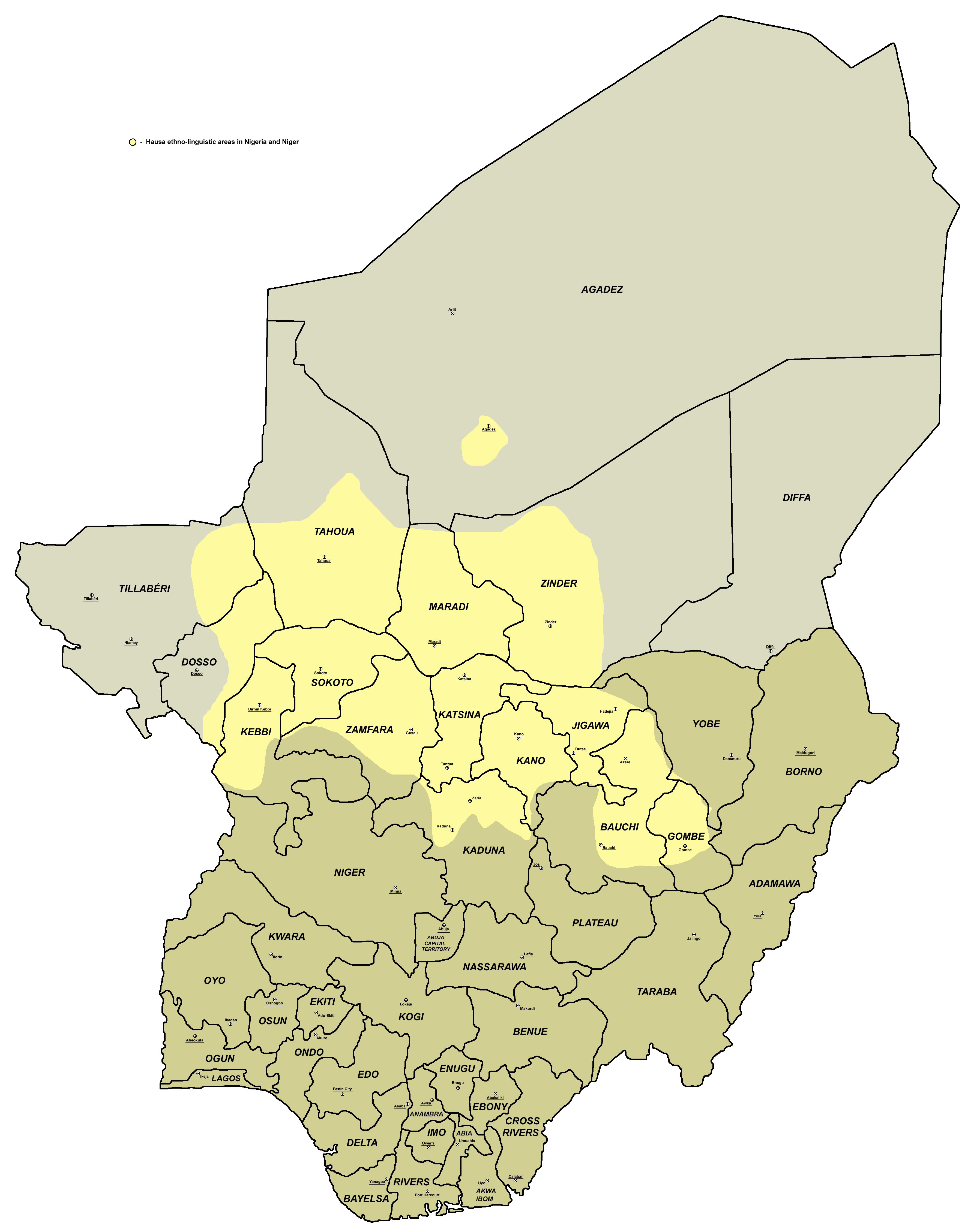
Distribució de la llengua haussa al Níger i Nigèria

Taula de població hausa per estats
| Estat                    | Població en milers |
| ------------------------ | ------------------ |
| Algèria                  | 9                  |
| Benín                    | 34                 |
| Burkina Faso             | 2                  |
| Camerun                  | 238                |
| República Centreafricana | 29                 |
| Txad                     | 158                |
| República del Congo      | 8.1                |
| Costa d'Ivori            | 108                |
| Guinea Equatorial        | 11                 |
| Gabon                    | 8.4                |
| Gàmbia                   | 7.3                |
| Ghana                    | 202                |
| Níger                    | 5,598              |
| Nigèria                  | 21,000             |
| Sudan                    | 550                |
| Togo                     | 14                 |